# Норман, Флойд
Флойд Эрнест Норман (англ. Floyd Ernest Norman) (род. 22 июня 1935) — американский аниматор, сценарист, писатель, художник, карикатурист, раскадровщик, автор комиксов и колумнист, известный по работе в самых крупных анимационных студиях Соединённых Штатов Америки: Walt Disney Animation Studios, Hanna-Barbera Productions, Ruby-Spears Productions, Film Roman и Pixar Animation Studios.
Он известен по работе над такими мультфильмами, как «Спящая красавица» 1959 года, «101 далматинец» 1961 года, «Меч в камне» 1963 года, «Книга джунглей» 1967 года, «Горбун из Нотр-Дама» 1996 года, «Мулан» 1998 года, «История игрушек 2» 1999 года, «Динозавр» 2000 года и «Корпорация монстров» 2001 года.
Флойд Норман также известен как первый афроамериканский аниматор на студии Walt Disney Animation Studios.

## Избранная фильмография
- Спящая красавица (1959)
- Дональд в «Матемагии» (1959)
- Голиаф 2 (1960)
- 101 далматинец (1961)
- Меч в камне (1963)
- Привет, я — медведь Йоги (1964)
- Мэри Поппинс (1964)
- Винни-Пух и медовое дерево (1966)
- Книга джунглей (1967)
- Набалдашник и метла (1971)
- Робин Гуд (1973)
- Скуби Ду едет в Голливуд (1979)
- Секрет Н.И.М.Х. (1982)
- Чёрный котёл (1985)
- Скуби-Ду! Ночи Шахерезады (1994)
- Рождественский гимн Флинтстоунов (1994)
- Горбун из Нотр-Дама (1996)
- Мулан (1998)
- История игрушек 2 (1999)
- Дорога на Эльдорадо (2000)
- Приключения Тигрули (2000)
- Динозавр (2000)
- Корпорация монстров (2001)
- Золушка 2: Мечты сбываются (2002)
- Похождения императора 2: Приключения Кронка (2005)
- Смывайся! (2006)
- Индюки: Назад в будущее (2013)
- Пингвины Мадагаскара (2014)

## Награды
- 2002 — Премия Уинзора Маккея[2]
- 2007 — Легенда Диснея[1]